# L'Aurore (barque)
Pour les articles homonymes, voir L'Aurore.
L'Aurore est une « cochère », barque à voiles latines s'inspirant des caractéristiques des barques du Léman, qui navigue depuis 2000 sur le Léman, et qui est amarrée à Saint-Gingolph (village frontalier franco-suisse).

## Construction
C'est en 1997 que se constitue à Saint-Gingolph l'association « Les Amis de la Cochère », ayant pour but la reconstruction et l'exploitation d'une cochère du Léman. La construction démarre en 1999, au chantier naval Amiguet au Bouveret. L'Aurore est mise à l'eau à l'ancienne dans le port de la Bâtiaz à Saint-Gingolph.

## Activités
Chaque été, l'Aurore emmène ses passagers au marché de Vevey, comme naguère.

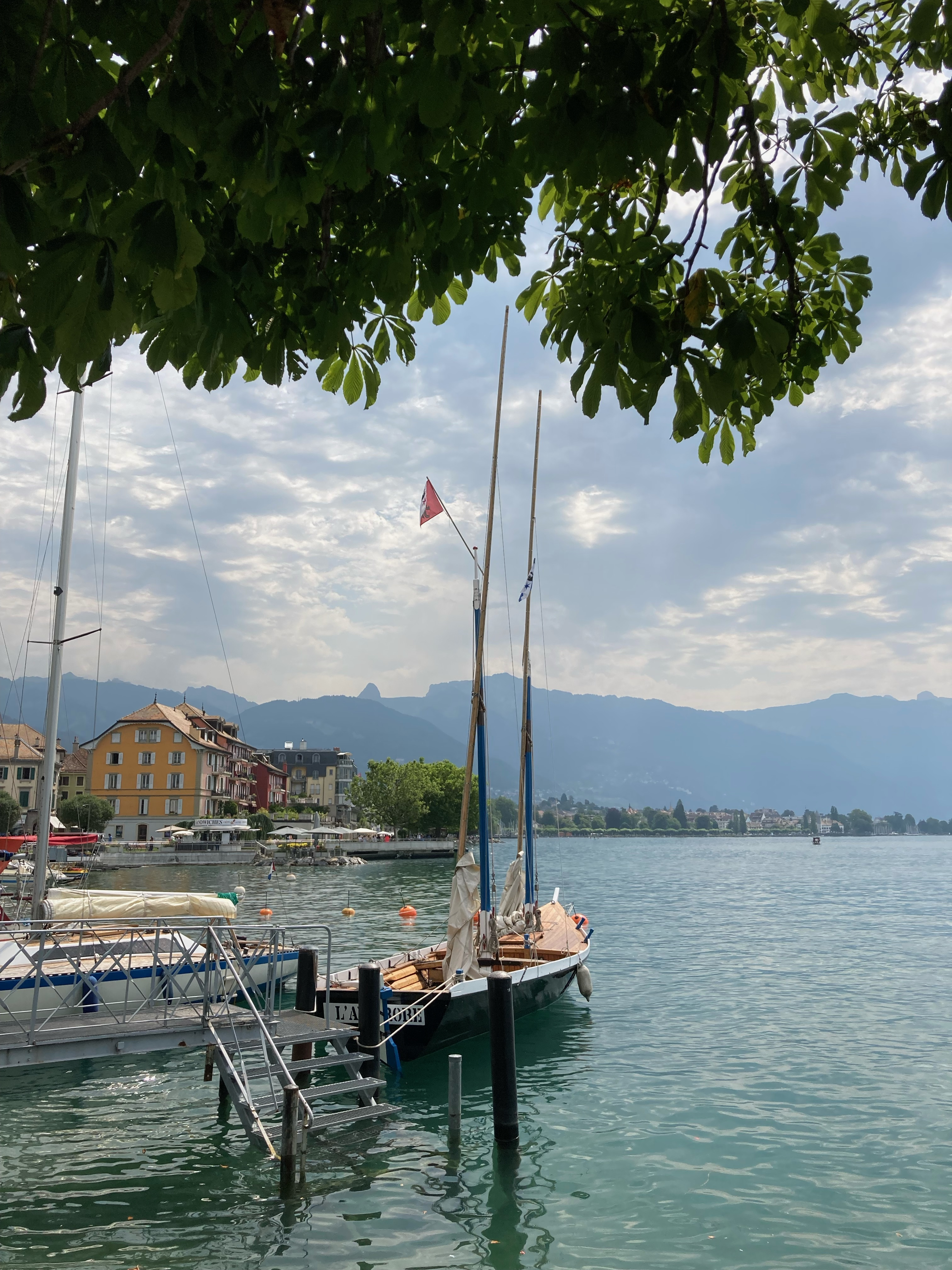

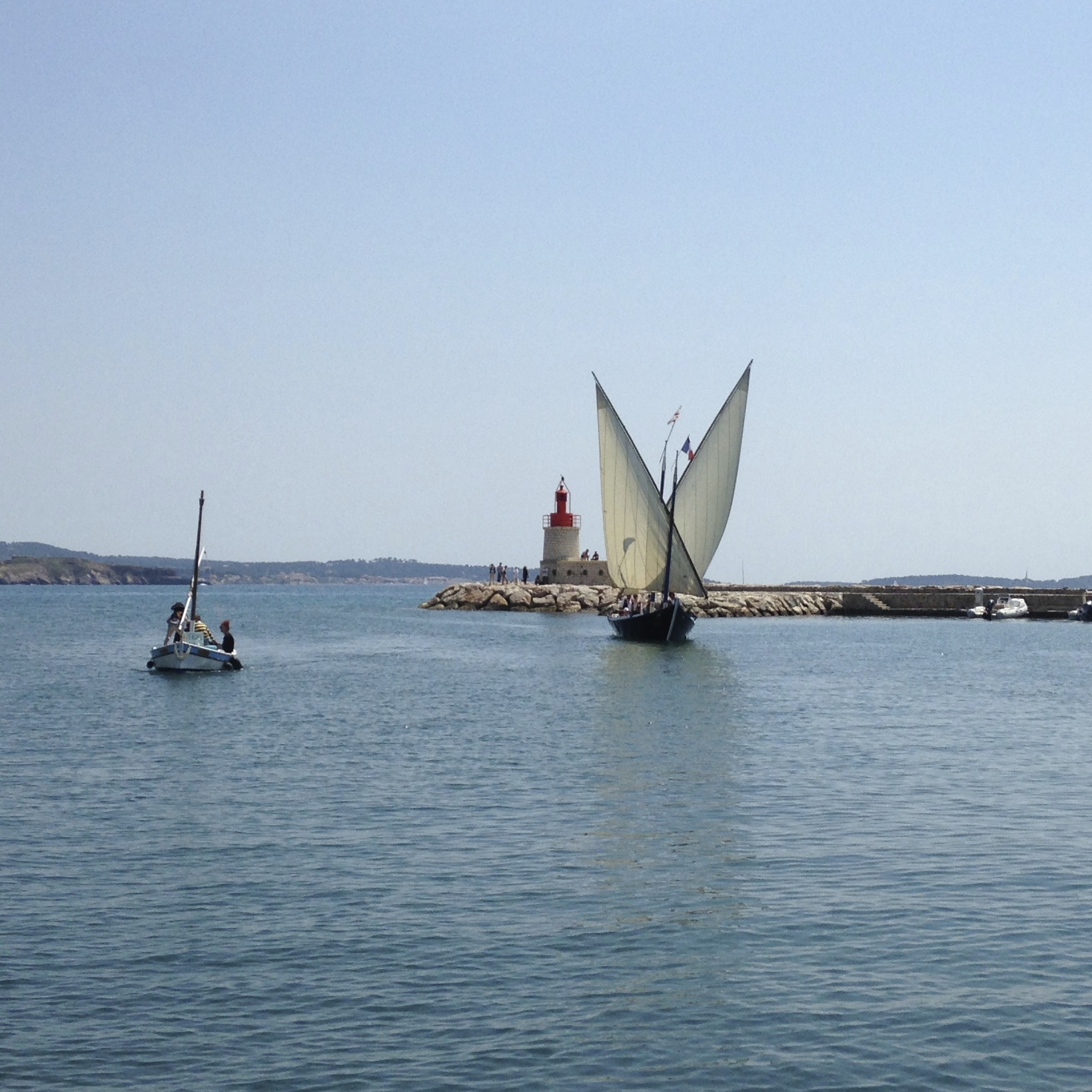
Voiles en oreilles, L'Aurore à l'entrée du port de Sanary-sur-Mer.

Sa petite taille lui permet de participer à des rassemblements de vieux gréements à l'étranger :
- 2004 : La quatrième édition des Fêtes maritimes de Brest

- 2010 : Rassemblement de pointus méditerranéens de Sanary-sur-Mer

- 2015 : Rassemblement de pointus méditerranéens de Sanary-sur-Mer [1]
- 2017 : Semaine du Golfe du Morbihan [2]

## Caractéristiques
- Longueur : 10 mètres
- Largeur : 3 mètres
- Tirant d'eau : 80 centimètres

Elle est équipée d'un moteur thermique, imposé par les règles de sécurité.

## Galerie

galerie d'images
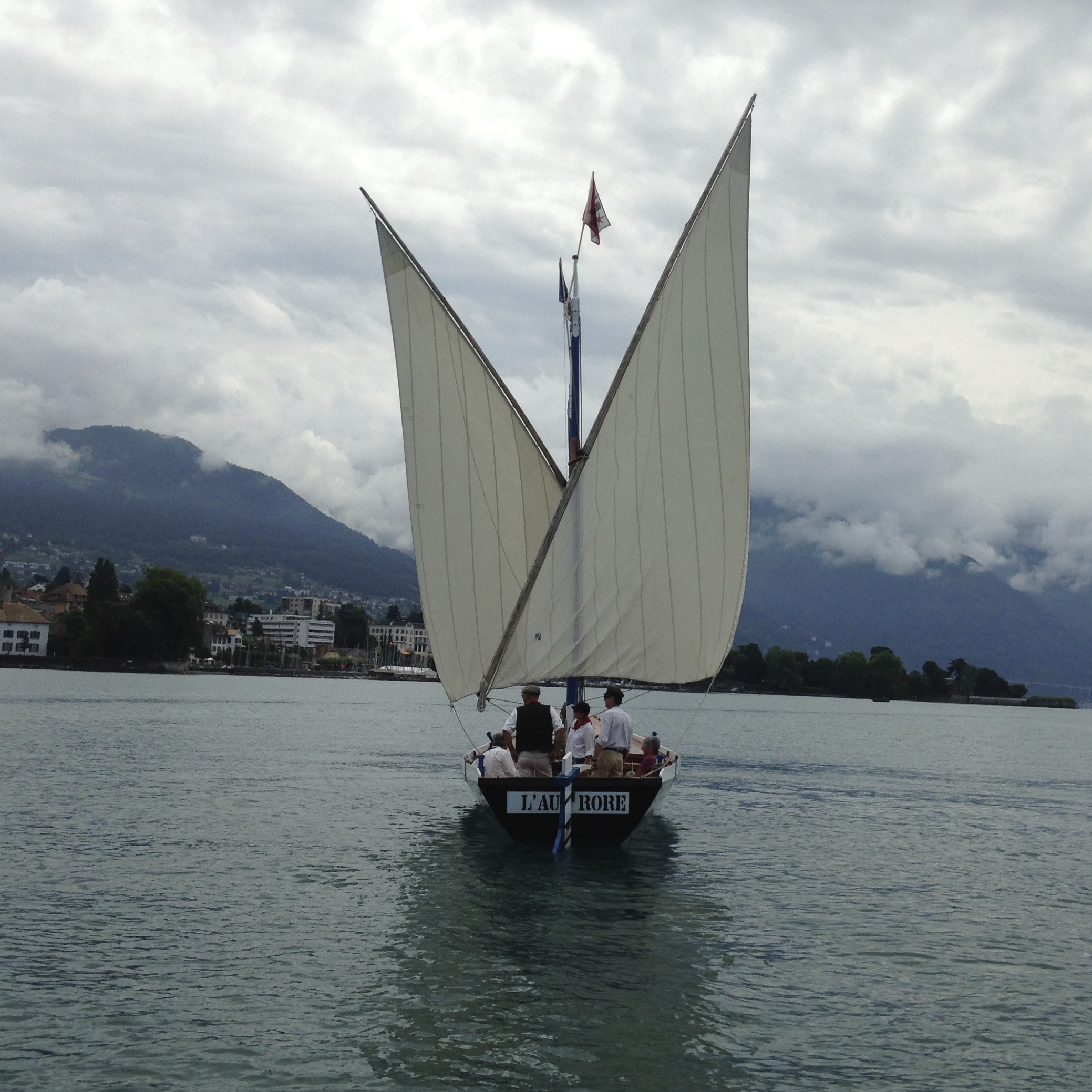
L'Aurore voiles en oreilles Tour-de-Peilz
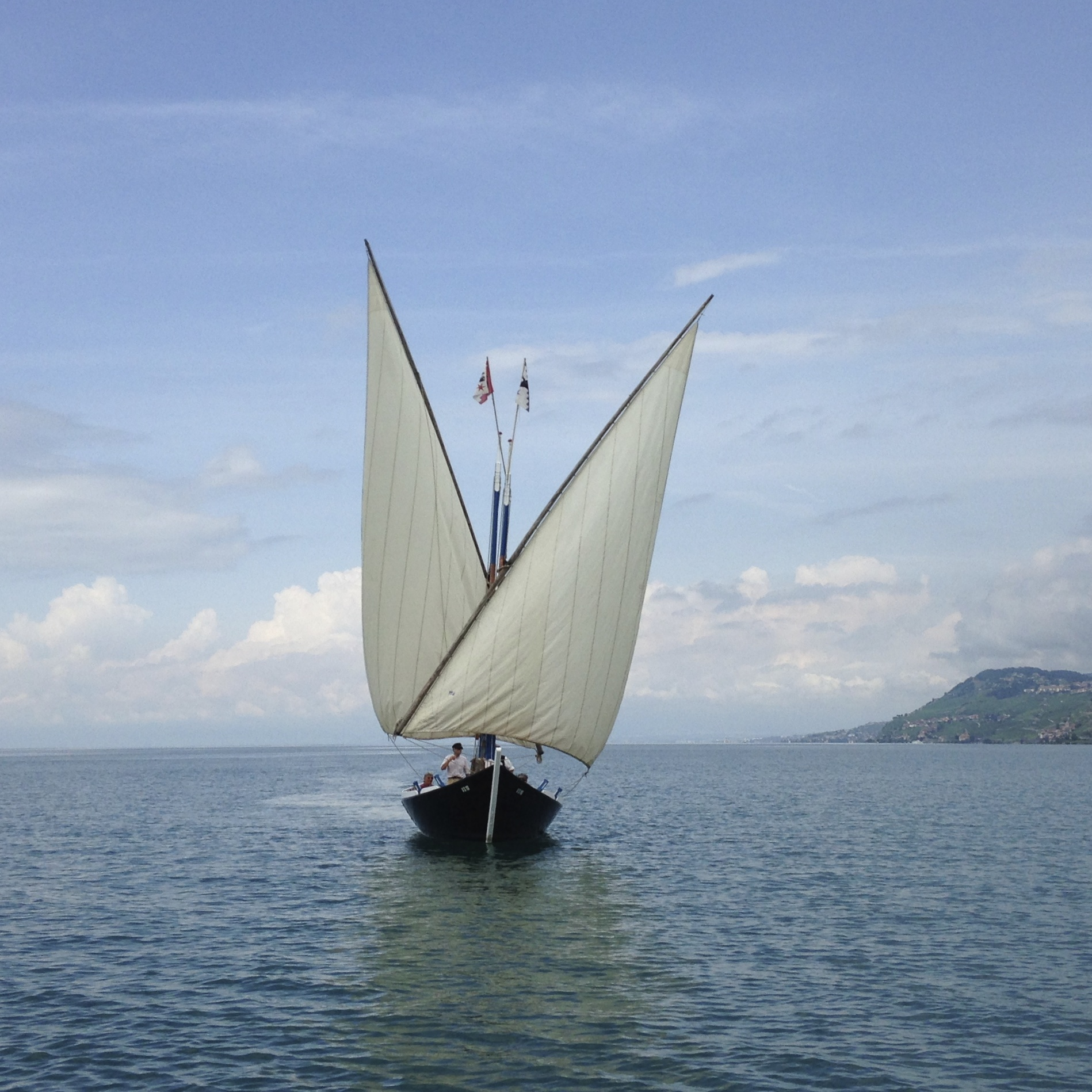
L'Aurore voiles en oreilles Tour-de-Peilz
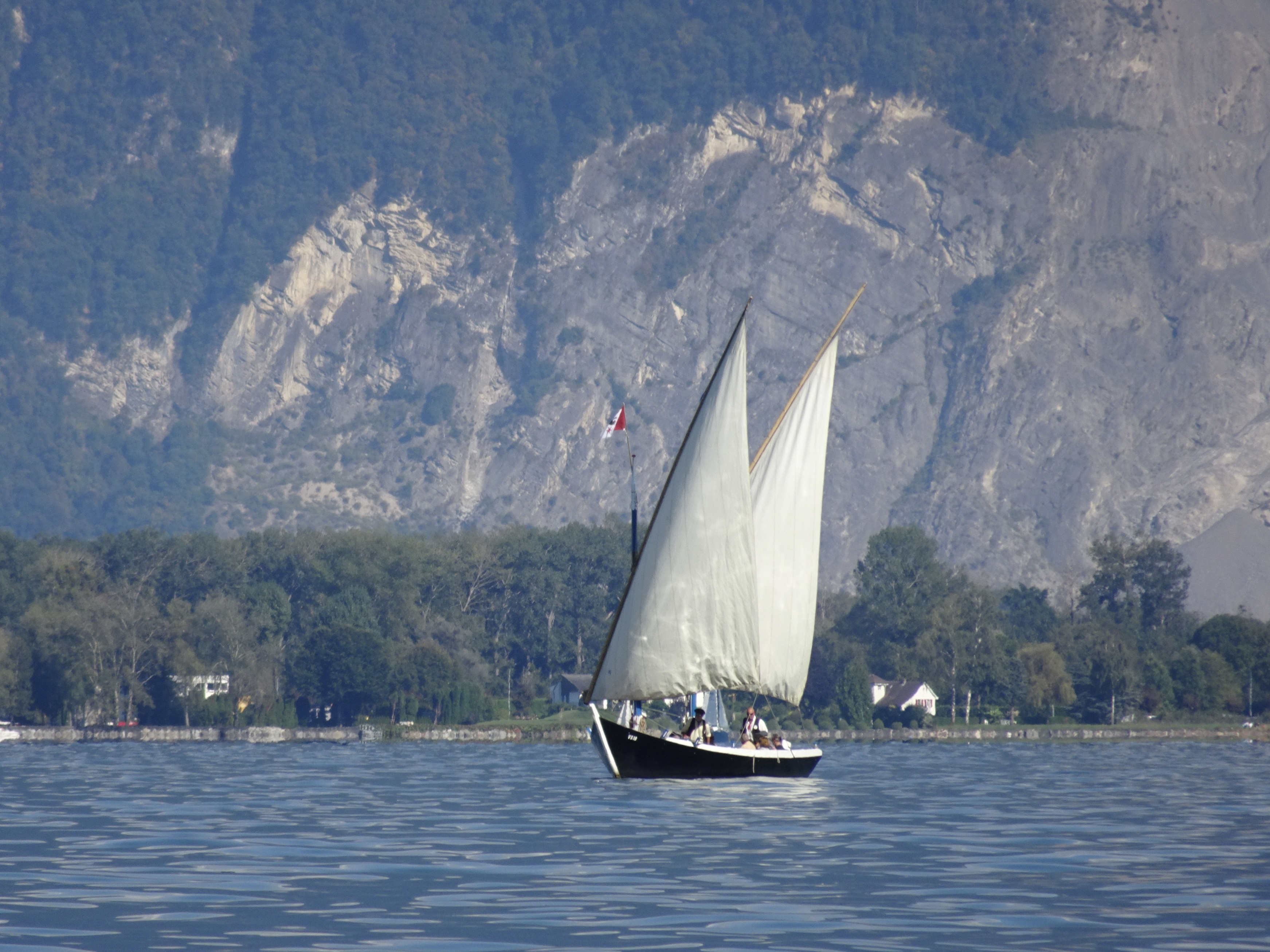
L'Aurore devant le Bouveret
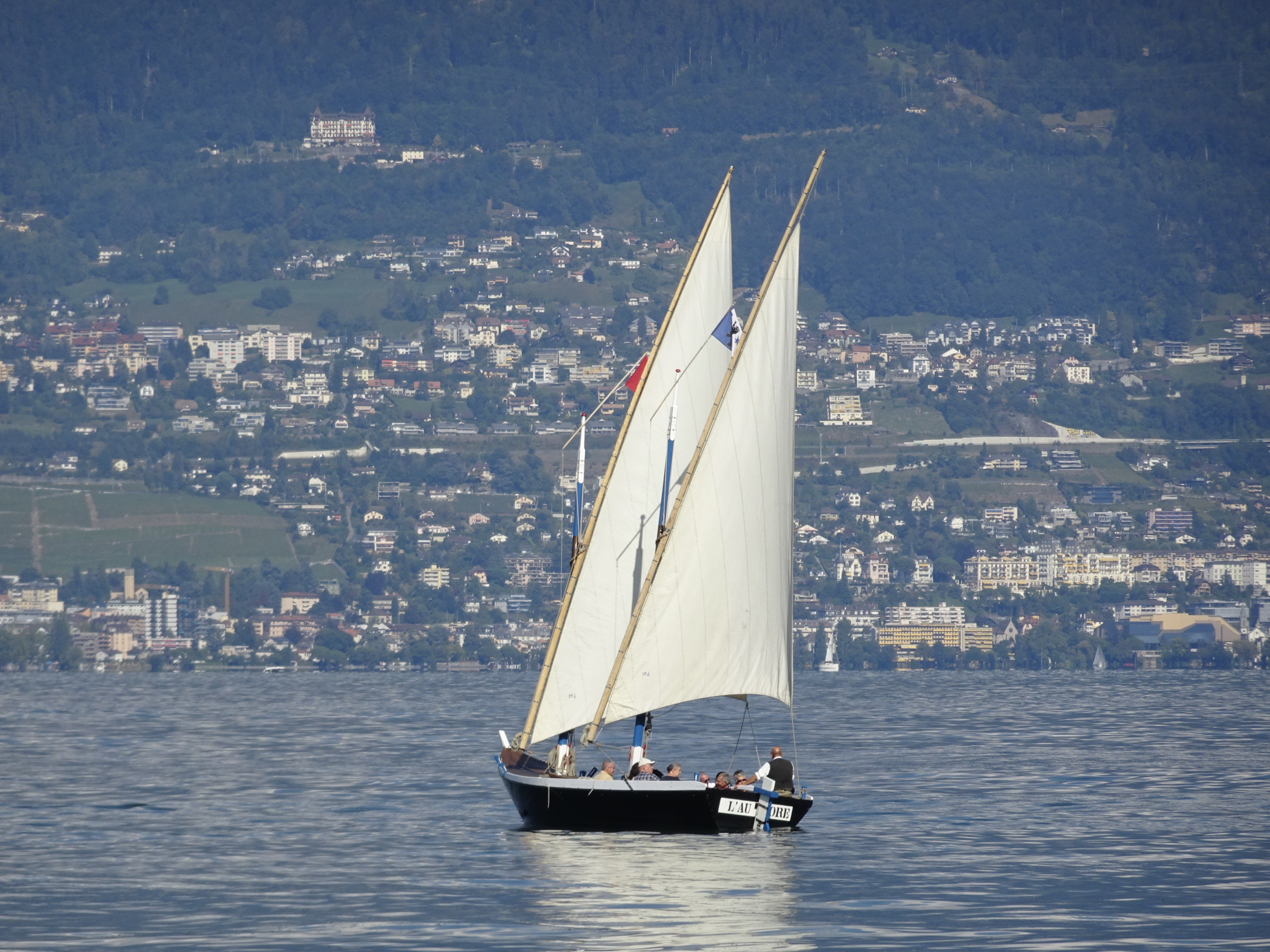
L'Aurore devant Montreux
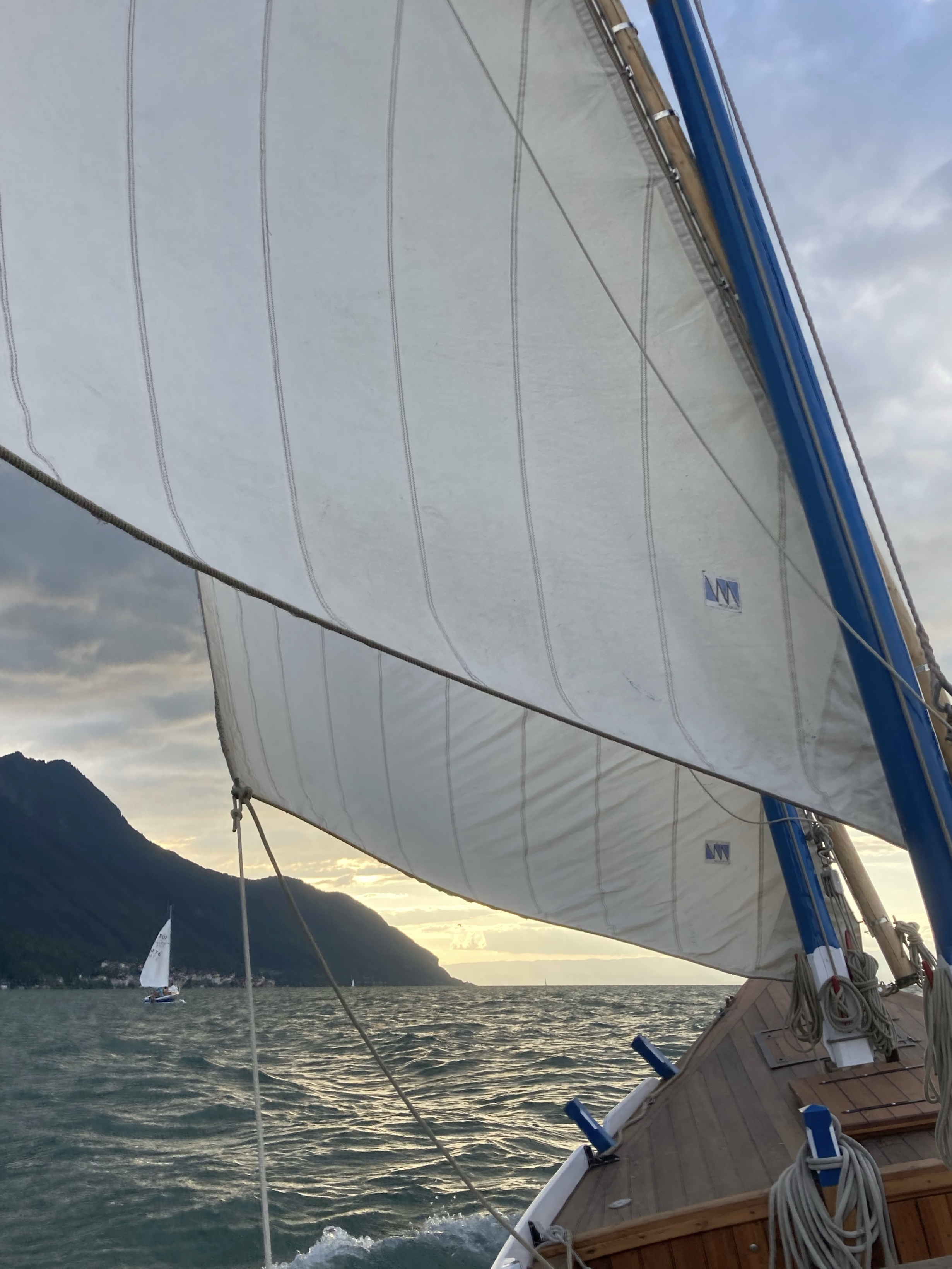
... Comme si vous y étiez
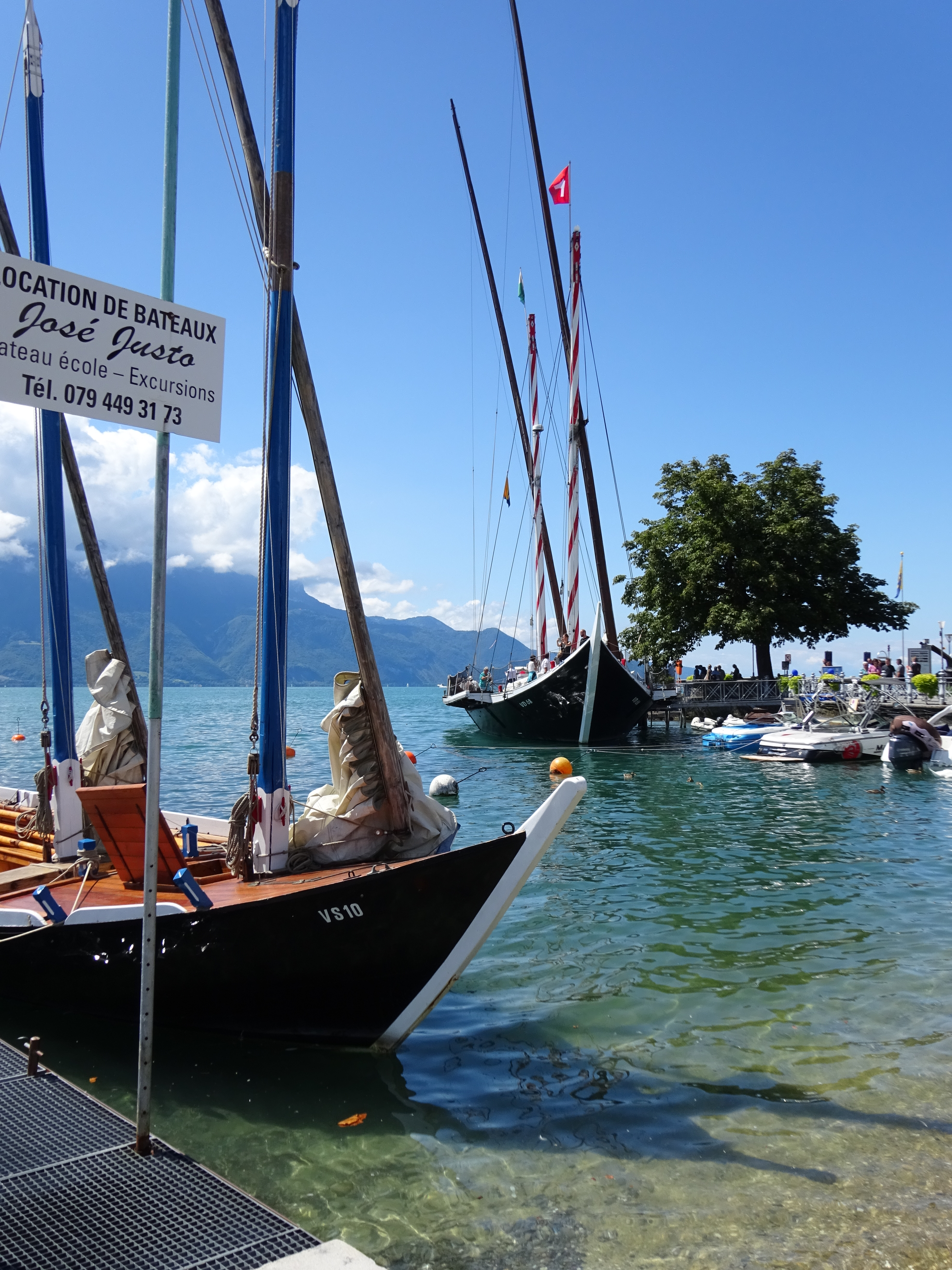
L'Aurore et la Demoiselle  à Vevey